# Amiot 351

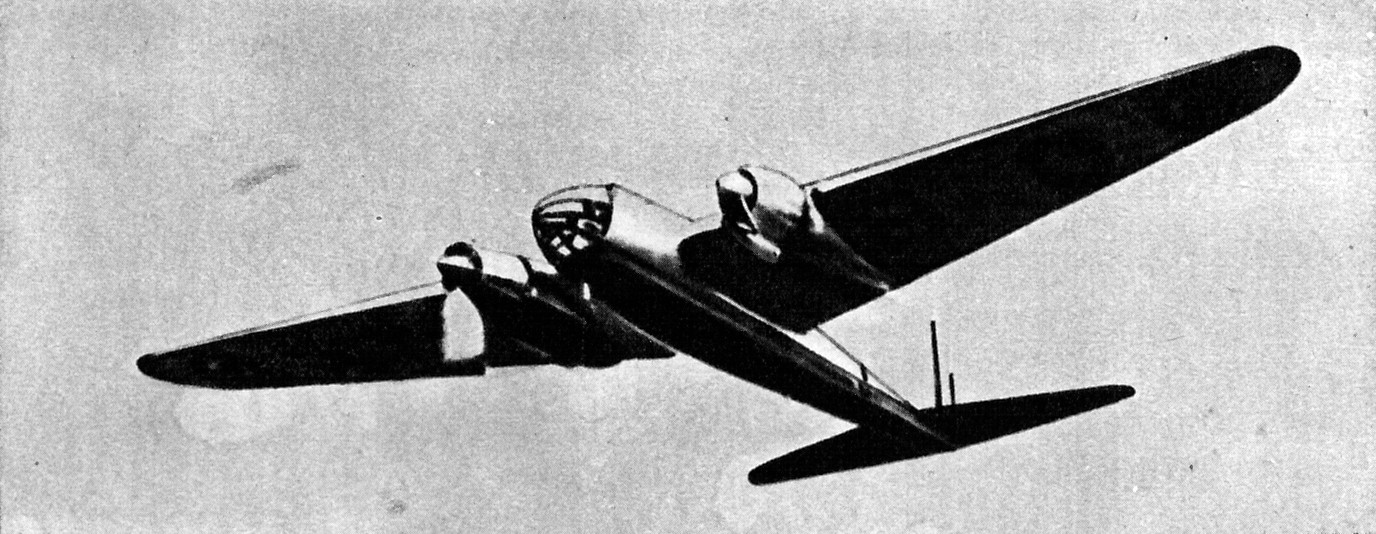
Amiot 340

Амио 340/351/354 (фр. Amiot 340/351/354) — французский цельнометаллический средний бомбардировщик Второй мировой войны. Самолёт разработан в конструкторском бюро фирмы «Авьонс Амио» под руководством М. Кальви. 

## История создания
Самолет начали проектировать в 1933 году, под обозначением Е7. Согласно техническому заданию это должен был быть многоцелевой боевой двухмоторный моноплан со среднерасположенным крылом, убирающимся шасси и чистыми аэродинамическими формами.
В соответствии с требованиями французских ВВС Е7 должен был нести экипаж из 5 человек и заданный комплект военной оборудования, иметь максимальную скорость 414 км/ч на высоте 5000 м, потолок 9600 м, скороподъёмность 21 минута на 6000 м. Вооружение по проекту состояло из турели в носовой части и верхней и нижней огневых точек.
6 декабря 1937 года вышел на испытания прототип Amiot 340.01 c однокилевым оперением и двигателями  Gnome-Rhone GR 14P. В 1938 году самолет существенно переделали, установили моторы Gnome-Rhone GR 14N20/21 мощностью 1025 л.с., двухкилевое оперение и вооружение. Самолет получил обозначение Amiot 351.01
Amiot 351.01 совершил первый полет 21 января 1939 года. Фирма предложила для производства "универсальный планер", комплектуемый различными мотоустановками, таким образом появилось восемь проектов под номерами от 350 до 357.
Окончательно "довести" самолет конструкторам не довелось - началась война и дальше уже было не до производства. Хотя было задумано множество модификаций данного бомбардировщика. И планы по массовому производству были грандиозны - тысячи самолетов. В реальности было изготовлено всего 70 машин, а в боевых действиях участвовало еще меньше.

## Конструкция
Amiot 351 - свободнонесущий моноплан с верхним расположением крыла и двухкилевым оперением.
Фюзеляж монокок  округлого сечения с несущей обшивкой, конструктивно делился на три отсека: носовой, средний и хвостовой. В носовой части фюзеляжа находилась остекленная кабина штурмана с оборудованием для прицельного бомбометания. В средней части фюзеляжа на уровне винтов располагалась кабина пилота, за ней находился стрелок с турельной пушечной установкой, внизу за бомбовым отсеком располагалась нижняя огневая точка со стрелком-радистом.
Крыло две консоли правая и левая, изготавливались отдельно и крепились напрямую к шпангоуту фюзеляжа. Консоли крыла связывал главный лонжерон, проходивший насквозь через бомбоотсек. Крыло имело один главный и два вспомогательных лонжерона. К вспомогательным лонжеронам крепились передняя и задняя кромки крыла. Обшивка крыла несущая.  Механизация крыла - элероны и щелевые закрылки, которые располагались между элеронами.
Шасси - трехопорное с хвостовым колесом, убираемое. Основные колеса шасси убирались в мотогондолы, стойки укладывались в мотогондолы по полету назад с помощью электропривода.
Силовая установка - два двухрядных звездообразных 14-ти цилиндровых двигателя воздушного охлаждения Gnome-Rhone GR 14N38/39, мощностью 950 л.с. каждый. Воздушные винты трёхлопастные изменяемого шага диаметром 3,3 м. Топливо размещалась в шести крыльевых баках, по три в каждом крыле, между фюзеляжем и моторами общим объемом 2750 литров.
Вооружение -  в носовой части располагался один пулемет калибра 7,5 мм с пятью дисками по 100 патронов, такой же пулемет в подфюзеляжном люке с восемью дисками. Пушка калибра 20 мм на турели сверху фюзеляжа сзади бомбоотсека с восемью магазинами по 30 снарядов. Бомбоотсек  вмещал две бомбы по 500 кг или 6 бомб по 200 кг.

## Серийное производство
Серийное производство было разделено: головной  завод «Амио» в Коломбэ выпускал фюзеляжи, дочерняя фирма «Шантье эронавтик де Норманди» в Шербуре — крыло и завод SNCASO в Бийянкуре делал хвостовое оперение. Готовый самолёт собирался на аэродроме Ле Бурже в Париже. По состоянию на 8 сентября 1939 года было заказано более 900 самолетов семейства Амио 350. Но производство велось очень медленно. Первый серийный самолёт был изготовлен летом 1939. Из-за больших различий между Амио 351-1 и серийной машиной, на официальные приемочные испытания, в испытательный центр СЕМА, самолет поступил только 5 октября  1939 года. Через месяц на испытания был отправлен второй серийный бомбардировщик. Оба самолета имели однокилевое оперению, так как двухкилевое еще не было проверено в полете.
Полностью программу серийного производства осуществить было невозможно, в то время проводилась национализация французской авиационной промышленности. Нескоординированность действий во всех отраслях промышленности в конечном итоге привела к тому, что производственные образцы наиболее удачных самолетов не были своевременно введены в эксплуатацию и не смогли противостоять наступлению немецких войск.
По мере приближения войны количество заказов все увеличивалось. К моменту, когда Франция уже неделю находилась в состоянии войны, в общей сложности заказали 900 самолетов. Но ни один самолет поставлен не был, хотя по плану к июню 1939 года уже должны были изготовить 27 самолетов. Производство велось до капитуляции в июне 1940 года.

## Боевое применение
К моменту начала немецкого вторжения во Францию освоение Амио 351 в частях только начиналось. В трех группах, начавших перевооружение, числилось только 13 самолетов, еще 14 находились в испытательном и учебном центрах. Эта модель считалась учебной, а по настоящему боевой должна была стать Амио 354.
На вооружение ВВС Франции самолёт поступил в 1940 году. В боевых действиях самолёты применялись во время Битвы за Францию с апреля 1940 года. Первый боевой вылет Amiot 351 совершили на разведку в район Маастрихта в ночь с 16 на 17 мая. В последующие дни пилоты частей, куда поступали Амио 351, на боевые операции летали ночью на старых самолетах, а днем осваивали новые машины. Массово в части Амио 351 начале поступать с 25 мая. Самолеты вылетали на бомбежку наступающих немецких войск поодиночке  или небольшими группами.
В середине июля 39 самолетов Амио 351 перегнали в Северную Африку. Оттуда они совершили несколько налетов на цели в Италии, но после подписания перемирия 25 июня 1940 года боевые операции прекратились. С 25 июня 1940 года самолёты использовались как транспортные. После оккупации южной Франции три самолёта использовались немцами в 1 эскадрилье группы специального назначения KG 200. Не сыгравшие практически никакой существенной роли в боях 1940 года, эти самолеты тем не менее послужили в годы войны. Правительству Виши, управлявшему неоккупированной частью Франции потребовался скоростной курьерский самолет, способный связать Францию с отдаленными колониями. Эксплуатация самолётов семейства Amiot 351/354 окончательно прекратилась в 1946 году.

## Тактико-технические характеристики
- Источник данных «Уголок неба».

| ТТХ семейства Amiot 340/351/354 |                    |                                    |                                    |
|                                 | 340                | 351                                | 354                                |
| Технические характеристики      |                    |                                    |                                    |
| Экипаж                          | 3                  | 4                                  | 4                                  |
| Длина, м                        | 15,0               | 14,5                               | 14,5                               |
| Размах крыла, м                 | 22,95              | 22,83                              | 22,83                              |
| Высота, м                       | 4,10               | 4,08                               | 4,08                               |
| Площадь крыла, м²               | 67,5               | 67,5                               | 67,5                               |
| Масса пустого, кг               | 4 270              | 4 725                              | 4 725                              |
| Масса максимальная взлётная, кг | 8 240              | 11 300                             | 11 300                             |
| Двигатель                       | 2 × Gnome-et-Rhône | 2 × Gnome-et-Rhône                 | 2 × Gnome-et-Rhône                 |
| Двигатель                       | 14P                | 14N 38/39                          | 14N 48/49                          |
| Мощность, л. с. (кВт)           | 2× 920 (686)       | 2× 950 (707)                       | 2× 1060 (798)                      |
| Лётные характеристики           |                    |                                    |                                    |
| Максимальная скорость, км/ч     | 440                | 480                                | 480                                |
| Крейсерская скорость, км/ч      | 368                | 380                                | 398                                |
| Практическая дальность, км      | 1 820              | 2 500                              | 2 500                              |
| Практический потолок, м         | 9 800              | 10 000                             | 10 000                             |
| Скороподъёмность, м/с           | н/д                | н/д                                | 7-8                                |
| Вооружение                      |                    |                                    |                                    |
| Пушечно-пулемётное              | 3× 7,5 мм MAC 1934 | 1× 20 мм HS-404 2× 7,5 мм MAC 1934 | 1× 20 мм HS-404 2× 7,5 мм MAC 1934 |
| Бомбовое                        | до 1200 кг бомб    | до 1200 кг бомб                    | до 1200 кг бомб                    |